# Festett feszület (Firenze)

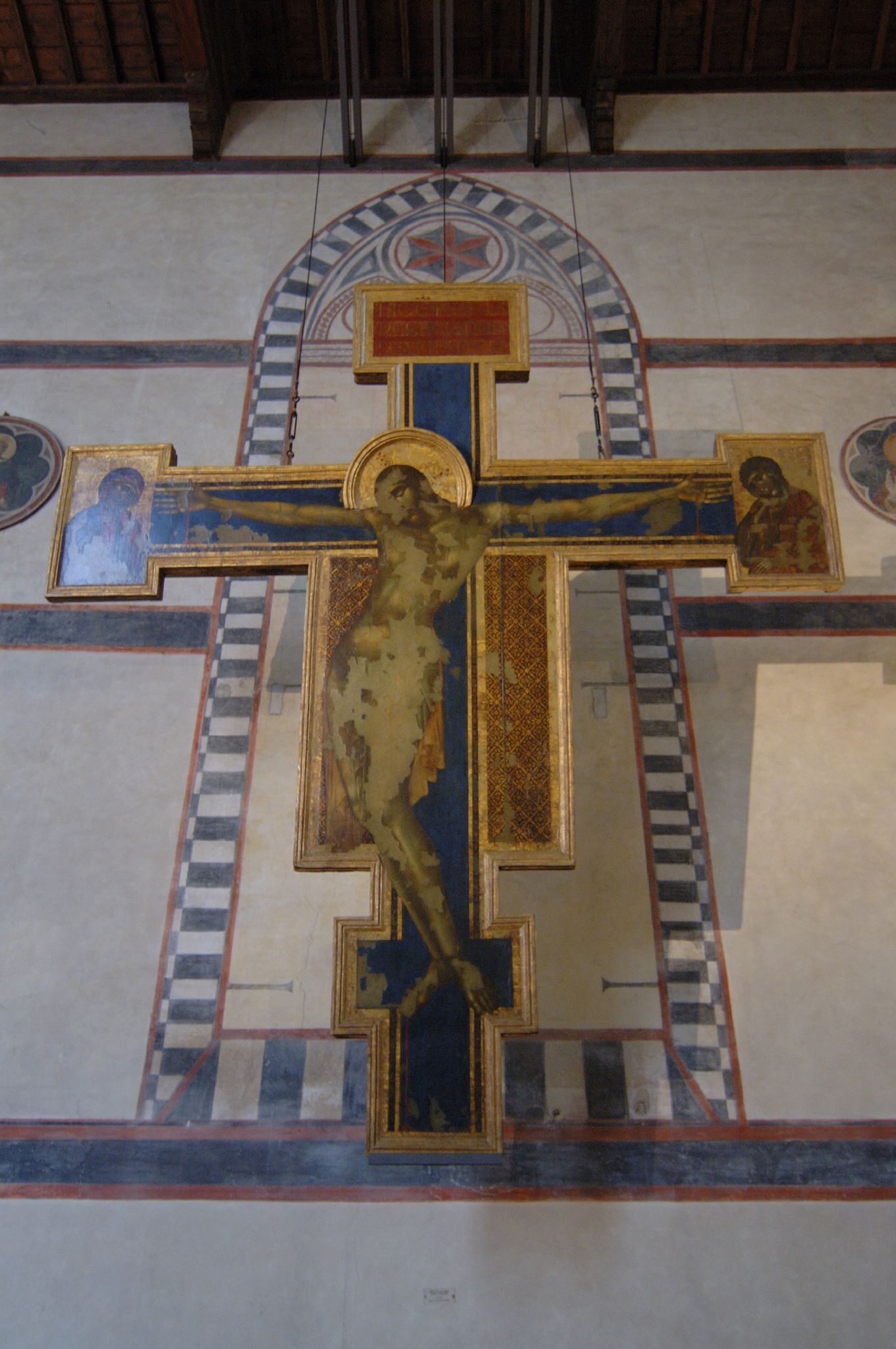
A feszület a Santa Croce templomban

A Festett feszület Cimabue alkotása. Fára festett nagyméretű (448x390 cm) alkotás, ami a Santa Croce templom múzeumában látható Firenzében. A feszület körülbelül 1285 körül készült. Az 1966-os árvíz visszavonhatatlanul tönkretette. Az árvíz után a feszületet restaurálták oly módon, hogy  azokat a nagy felületeket, ahol a festés tönkrement, úgy töltötték ki, hogy a kitöltés megkülönböztethető legyen az eredetitől és olyan anyagokat használtak fel, amik könnyen eltávolíthatóak.
Cimabue korábban is festett feszületeket. Ezt a művét az különbözteti meg azoktól, hogy itt lágyabb formákat festett és halványabb színeket. Elhagyta az éles vonalakkal járó bizánci stílust, helyette lekerekített körvonalú testet festett. A bizánci stílussal ellentétben a képen ragyogásnak nincs nyoma, Jézus ábrázolása emberközelibb. A kereszt két rövidebb végénél Szűz Mária és Szent János alakja látható, szintén az újabb stílusban festve.